# Hanja
Hanja hay Hancha (tiếng Hàn: 한자; Hanja: 漢字; Romaja: Hanja; McCune–Reischauer: Hancha; Hán-Việt: Hán tự) là tên gọi trong tiếng Triều Tiên để chỉ chữ Hán. Đặc biệt hơn, nó chỉ những chữ Hán được vay mượn từ tiếng Trung Quốc và được sử dụng rộng rãi trong tiếng Triều Tiên với cách phát âm của người Triều Tiên được biết đến là hanja-mal (한자말) hoặc hanja-eo (한자어), còn hanmun (한문, 漢文, Hán văn) dùng để chỉ loại văn viết Văn ngôn được viết theo chữ Hán và cũng chính là loại văn viết thông dụng khắp Đông Á trước khi Bạch thoại dựa trên tiếng Bắc Kinh được chọn làm ngôn ngữ phổ thông Trung Quốc, và các nước Đông Á thay thế Văn ngôn bằng tiếng nói của nước mình, mặc dù "hanja" đôi khi được sử dụng với nghĩa đơn giản hơn để chỉ các khái niệm khác. 
Vì hanja chưa bao giờ có những cải biến lớn, chúng gần như giống hoàn toàn với chữ Hán phồn thể và kyūjitai. Chỉ một số ít hanja được cải biến hoặc hợp nhất với tiếng Triều Tiên. Ngược lại, có nhiều chữ Hán hiện được sử dụng ở Nhật Bản, mà trong tiếng Nhật gọi là Shinjitai và Trung Quốc đại lục đã được cải biến cho đơn giản hơn như chữ Hán giản thể.
Dù đến thế kỷ 15, bảng chữ cái biểu âm Hangul (hay Chosŏn'gŭl) ra đời nhưng vẫn chưa được phổ biến thực sự rộng rãi một cách chính thức cho đến cuối thế kỷ 19 đầu thế kỷ 20. Do đó, đến tận khi ấy, phải đọc viết Hanja thành thạo mới thực sự được coi là biết chữ vì phần lớn văn chương sách vở của Triều Tiên được viết bằng văn viết chữ Hán, dùng Hanja làm văn tự cơ sở. Ngày nay việc biết chữ Hán vẫn rất quan trọng đối với những người muốn đọc và học cổ văn. Học Hanja cũng rất có ích trong việc thông hiểu các từ Hán-Triều. Ngày nay, các từ gốc Hán gọi là Hanja-eo (한자어, 漢字語, "Hán tự ngữ") cũng hầu như chỉ viết bằng Hangul nhưng có thể có chú thích thêm bằng chữ Hán để tránh nhầm lẫn đối với những từ có cùng phát âm.
Hanja hiện tại không có vị trí pháp lý chữ viết chính thức ở cả hai miền Triều Tiên, khi Hangul đang chiếm lĩnh vị trí này. Tiếng Triều Tiên hiện đại viết bằng Hangul là chủ yếu. Tuy nhiên ở Hàn Quốc, Hanja được coi là văn tự bổ trợ được viết thêm nếu xảy ra trường hợp đồng âm khác nghĩa và cần biểu nghĩa trong các từ vựng viết bằng Hangul, phổ biến nhất là bổ nghĩa cho tên người Hàn Quốc và tên địa danh ở Hàn Quốc. Ngược lại ở Bắc Triều Tiên, Hanja gần như không được sử dụng.

## Lịch sử
Gốc gác chủ yếu của việc đưa chữ Hán vào Hàn Quốc là do sự truyền bá đạo Phật, tuy nhiên phần nhiều các chữ Hanja trong tiếng Hàn lại không liên quan đến tôn giáo mà liên quan đến cuốn Thiên tự văn Cheonjamun (천자문; 千字文).
Dù người Hàn Quốc học chữ Hán để phục vụ học hành khoa cử, tuy nhiên họ cũng dùng chữ Hán để ký âm tiếng Hàn chẳng hạn hyangchal (향찰; 鄕札), gugyeol (구결; 口訣), và idu (이두; 吏讀).
Hanja là thứ văn tự duy nhất cho đến khi vua Sejong sáng tạo ra bộ chữ Hangul vào thế kỷ 15. Dù sau đó, hầu như giới học giả vẫn chỉ tiếp tục sử dụng chữ Hán. Đến thế kỷ 20, Hangul đã dần thay thế Hanja.

## Dạy và học Hanja
Ở Đại Hàn Dân quốc (còn gọi là Hàn Quốc hoặc Nam Hàn) chấm dứt dạy Hanja ở cấp tiểu học từ năm 1971, Hanja được dạy ở cấp trung học, trang bị cho học sinh 1800 chữ Hán (trung học cơ sở 900 chữ và trung học phổ thông từ lớp 10 đến lớp 12 thêm 900 chữ). Đến 31 tháng 12 năm 2000 đã thay 44 chữ cũ thành 44 chữ mới.
Ở Cộng hòa Dân chủ Nhân dân Triều Tiên (còn gọi là Triều Tiên hoặc Bắc Triều Tiên), việc bãi bỏ chữ Hán diễn ra nhanh hơn, nhưng số lượng chữ Hán dạy ở cấp tiểu học và trung học ở Triều Tiên còn lớn hơn con số 1800 ở Hàn Quốc. Chủ tịch Kim Nhật Thành ban đầu kêu gọi thay thế Hanja từ từ tuy nhiên đến năm 1966 ông lại thay đổi ý kiến. Vậy là các sách giáo khoa có sử dụng Hanja được thiết kế dạy cho học sinh lớp 5 đến lớp 9 là 1500 chữ, học sinh trung học phổ thông học thêm 500 chữ và học sinh đại học học thêm 1000 chữ, tổng số khoảng 3000 chữ.

## Gukja và Yakja
Gukja
Người Hàn tự sáng tạo ra một số lượng nhỏ ký tự dựa trên chữ Hán của riêng mình. Chúng được gọi là Quốc tự Gukja (국자, 國字). Hầu hết là để ghi chép tên riêng (tên địa danh, tên người). Chẳng hạn 畓 (답; dap; có nghĩa ruộng lúa), 欌 (장; jang, một loại tủ), 乭 (돌; Dol, tên riêng), 㸴 (소; So, họ So), và 怾 (기; Gi, Một tên riêng cổ), 巭 (부 bu), 頉 (탈 tal), 䭏 (편 pyeon), và 哛 (뿐 ppun),椧 (명 myeong)...
Sự sáng tạo Gukja cũng tương tự như Kokuji (国字) của Nhật Bản hay sự sáng tạo chữ Nôm của người Việt (nhưng số lượng Kokuji của Nhật và chữ Nôm của Việt Nam nhiều hơn) .
Yakja

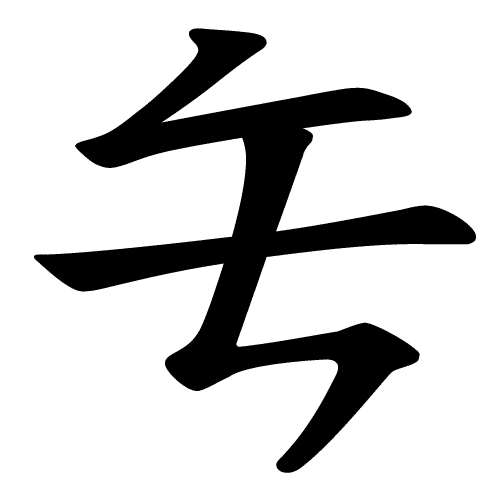
Một dạng Yakja (약자, 略字) của chữ Vô 無

Người Hàn cũng giản lược một số chữ Hán và gọi là Lược tự Yakja (약자 略字)